# Olga Studničková Šípková
Olga Studničková Šípková, za svobodna Svatoňová (* 12. dubna 1969 Praha) je česká sportovkyně a podnikatelka, dvojnásobná mistryně Evropy ve sportovním aerobiku žen z let 1995 a 1997, čtyřnásobná mistryně České republiky mezi lety 1993 až 1998 a mistryně světa z roku 1997. Od listopadu 2014 připravuje pro Dvojku Českého rozhlasu rubriku Minuta pro vaše zdraví. V roce 2016 se zúčastnila taneční soutěže StarDance, kde tančila s Markem Dědíkem.

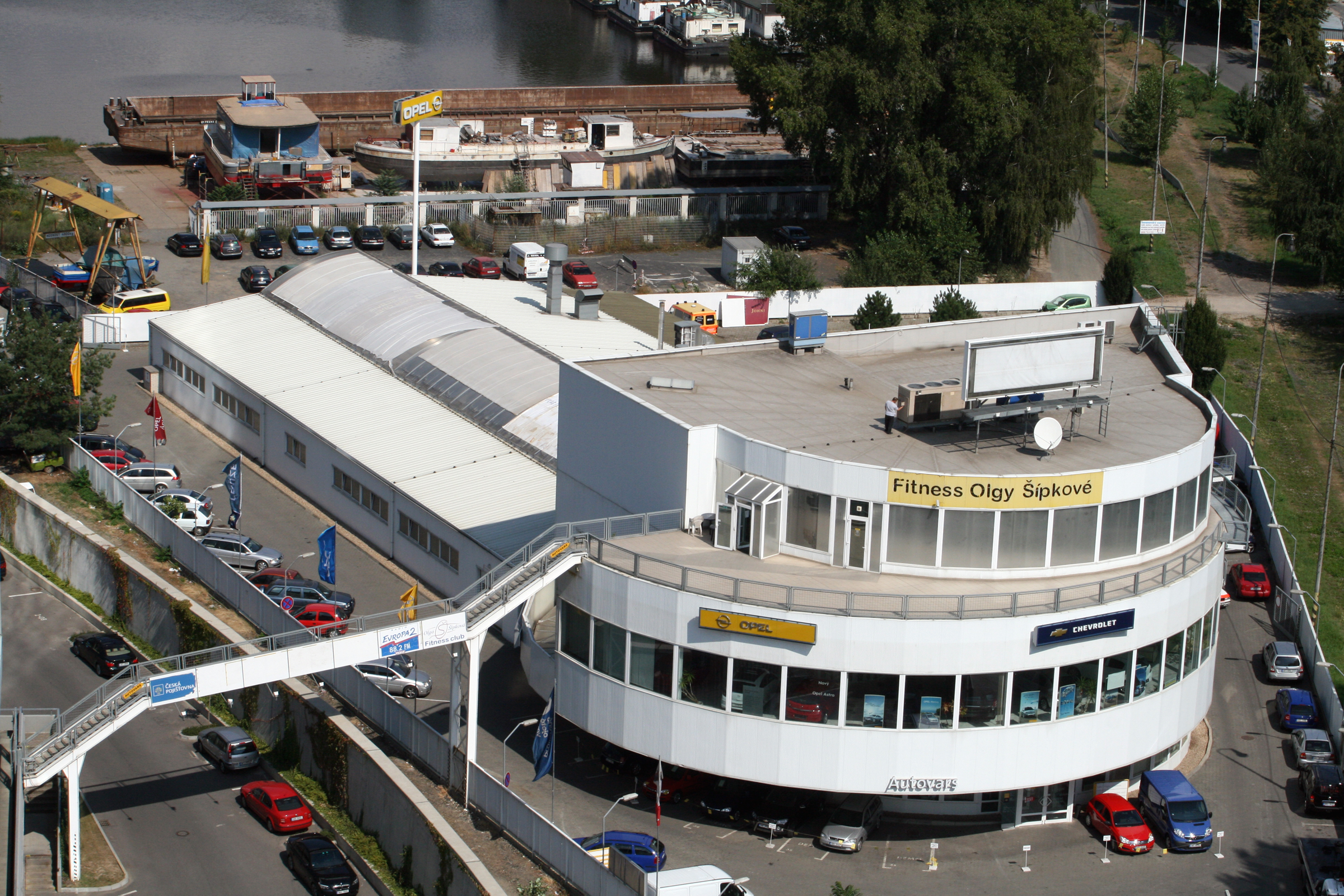
Fitness studio O. Šípkové v Holešovicích (do r. 2010)